# Kościół Matki Bożej Różańcowej w Nagłowicach
Kościół Matki Bożej Różańcowej – rzymskokatolicki kościół parafialny należący do dekanatu jędrzejowskiego diecezji kieleckiej.
Obecna neogotycka świątynia, posiadająca strzelistą, z daleka widoczną sylwetkę została wybudowana według projektu architekta warszawskiego Marcelego Pawła Plebińskiego, w czasie urzędowania proboszcza parafii księdza Franciszka Lipińskiego. Świątynia została konsekrowana w 1914 roku przez biskupa Augustyna Łosińskiego. 
Świątynia posiada wezwanie Matki Bożej Różańcowej, czczonej w tryptyku w ołtarzu głównym. Obraz w 1959 roku został namalowany przez Izabelę Borowską, kielecką artystkę plastyk. Borowska wykonała także polichromię i stacje Drogi Krzyżowej.
Najważniejszy i najciekawszy obraz – dar anonimowego ofiarodawcy z 1740 roku jest umieszczony tuż nad tryptykiem w ołtarzu głównym. Jest to małych rozmiarów obraz Matki Bożej pochodzący z 2 połowy XVII wieku, wykonany w konwencji szkoły Murilla i nakryty srebrną sukienką.
Wszystkie ołtarze, główny i dwa boczne reprezentują styl neogotycki i zostały wykonane z drewna dębowego – są dedykowane św. Łukaszowi i Matce Bożej Nieustającej Pomocy. Wiele elementów wnętrza zostało wykonanych z drewna dębowego. Bardzo dobrze jest zachowana ambona. Drewno dębowe jest uzupełnione przez drewno lipowe, z którego m.in. została wykonana chrzcielnica z 1850 roku, znajdująca się wcześniej w starym kościele. Została wyrzeźbiona w jednym klocu drewna. Do nawy głównej jest dobudowana kaplica, w której są pochowani fundatorzy świątyni.
W wyposażeniu świątyni jest ornat pochodzący z 1822 roku, zszywany z tzw. pasów słuckich, ułożonych na białym tle, który został ofiarowany kościołowi przez o. W. Drzewieckiego, opata cystersów z Jędrzejowa.